# NGC 6861B
NGC 6861B је лентикуларна галаксија у сазвежђу Телескоп која се налази на NGC листи објеката дубоког неба.
Деклинација објекта је - 48° 28' 28" а ректасцензија 20h 6m 5,5s. Привидна величина (магнитуда) објекта NGC 6861 износи 14,1 а фотографска магнитуда 15,1. NGC 6861B је још познат и под ознакама ESO 233-26, PGC 64094.